# Portal Mountain
Portal Mountain är ett berg i Antarktis. Det ligger i Östantarktis. Australien gör anspråk på området. Toppen på Portal Mountain är 2 555 meter över havet.
Terrängen runt Portal Mountain är kuperad åt sydost, men åt nordväst är den platt. Portal Mountain är den högsta punkten i trakten. Trakten är obefolkad. Det finns inga samhällen i närheten.